# Cerro Prieto, Santa María del Río
Cerro Prieto är en ort i Mexiko.   Den ligger i kommunen Santa María del Río och delstaten San Luis Potosí, i den centrala delen av landet, 300 km nordväst om huvudstaden Mexico City. Cerro Prieto ligger 1 791 meter över havet och antalet invånare är 241.
Terrängen runt Cerro Prieto är kuperad åt sydost, men åt nordväst är den platt. Cerro Prieto ligger nere i en dal. Runt Cerro Prieto är det ganska glesbefolkat, med 22 invånare per kvadratkilometer. Närmaste större samhälle är Santa María del Río, 8,3 km söder om Cerro Prieto. Omgivningarna runt Cerro Prieto är i huvudsak ett öppet busklandskap.